# Ulrikke Brandstorp
Ulrikke Brandstorp (művésznevén: Ulrikke) (Sarpsborg, 1995. július 3. – ) norvég énekesnő, színésznő. Ő képviselte volna Norvégiát a 2020-as Eurovíziós Dalfesztiválon Attention című dalával.

## Zenei karrierje
Brandstorp gyerekkora óta zenél, először 2013-ban, a norvég Idol-ban mutatta meg a tehetségét. Egy évvel később jelentkezett a norvég The Voice harmadik évadába, ahol Hanne Sørvaag volt a mestere. A tehetségkutató műsorban végül az elődöntőig jutott. 
2017-ben részt vett a norvég eurovíziós dalválasztó műsorban, a Melodi Grand Prix-n. Places című versenydalával a negyedik helyen végzett tízfős döntőben. 
2018-ban a Stjernekamp című műsorban szerepelt, ahol végül második lett.
2020. január 6-án az NRK bejelentette, hogy az énekesnő automatikusan bekerült a Melodi Grand Prix döntőjébe a nyugat-norvégiai régió résztvevőjeként. Attention című versenydala a negyedik elődöntő előtti napon, január 31-én jelent meg. Másnap a műsor elődöntőjében élőben adta elő a dalt. A február 15-én rendezett döntőben utolsó előttiként lépett fel, továbbjutott a legjobb négy közé, az aranydöntőbe, majd pedig a legjobb kettő közé, az aranypárbajba, ahol 200 345 szavazattal sikerült megnyernie a versenyt, így ő képviselte volna hazáját az Eurovíziós Dalfesztiválon, azonban március 18-án az Európai Műsorsugárzók Uniója bejelentette, hogy 2020-ban nem tudják megrendezni a versenyt a Covid–19-koronavírus-világjárvány miatt. Versenydalát először a május 12-én rendezendő első elődöntő második felében adta volna elő.
2023-ban ismét beválogatták a norvég Melodi Grand Prix nemzeti döntőbe Honestly című dalával.

## Színészi karrierje
Részt vett a számos kisebb színdarabokban, 2011 és 2013 között pedig egy norvég turné keretein belül járta be az országot a The Show Must Go On és a The Thrill of Michael Jackson című darabokban szerepelve. 2019-ben szerepelt A muzsika hangja című musicalben az oslói Folketeateret színházban.

## Diszkográfia

### Kislemezek
- Play With (2017)
- Places (2017)
- Green Eyes (2017)
- Sick of Love (2017)
- Careless (2018)
- Time is Precious (2018)
- Cyr (2019)
- Shallow (2019, foldolgozás)
- Attention (2020)
- Honestly (2023)

### Közreműködések
- Alt jeg ønsker (2017, Agera)
- Fuckboy (2018, Oda Loves You)